# Appenans
Appenans – miejscowość i gmina we Francji, w regionie Burgundia-Franche-Comté, w departamencie Doubs.
Według danych na rok 1990 gminę zamieszkiwało 357 osób, a gęstość zaludnienia wynosiła 88 osób/km² (wśród 1786 gmin Franche-Comté Appenans plasuje się na 408. miejscu pod względem liczby ludności, natomiast pod względem powierzchni na miejscu 880.).